# Turrida
Turrida (Turide in friulano) è una frazione del comune di Sedegliano, in provincia di Udine, sulle rive del Tagliamento, a 5 km dal centro comunale.
La si raggiunge seguendo la SS 463 che da Gemona porta al ponte della Delizia e parallela al medio corso del Tagliamento e alla più nota Pontebbana.
L'edificio di maggior pregio del paese è la chiesa parrocchiale di San Martino Vescovo, che eredita la tradizione di un'antica pieve.